# Turma da Mônica: Lições
Turma da Mônica: Lições é um romance gráfico publicado em 2015 pela Panini Comics como parte do projeto Graphic MSP, que traz releituras dos personagens da Turma da Mônica sob a visão de artistas brasileiros dos mais variados estilos. Turma da Mônica: Lições é uma continuação de Turma da Mônica: Laços e foi escrito e desenhados pelos irmãos Vitor e Lu Cafaggi. O livro volta a contar a história das crianças Mônica, Cebolinha, Cascão e Magali, que desta vez precisam encarar as consequências de um erro grave cometido na escola. O livro ganhou o 28º Troféu HQ Mix na categoria "melhor publicação juvenil". Em 2017, foi lançada mais uma sequência, Turma da Mônica: Lembranças. Um filme live-action de mesmo nome baseado no romance, foi lançado em 30 de dezembro de 2021.

## Outras mídias
Em 2019, a Turma da Mônica - Laços foi adaptada um filme live-action de mesmo nome. Uma sequência de Laços, que será baseada em Turma da Mônica - Lições, está atualmente em desenvolvimento com data de estreia prevista para 10 de dezembro de 2020. Já foi confirmado no filme a presença da atriz Isabelle Drummond como a personagem Tina personagem jovem dos quadrinhos.